# Yusof Kelana
Yusof Kelana (Kuala Lumpur, 27 aprile 1954 – Kuala Lumpur, 15 agosto 2020) è stato un regista malese, proprietario della casa editrice ME Communications.

## Filmografia
- Juara (1991)
- Tragedi oktober (1996)[1]
- MX3 (2003)[2]
- Pontianak menjerit (2005)[3]
- Bahaya cinta (2014)
- Bidong: The Boat People (2018)